# Delfshausen
Delfshausen ist ein Ortsteil der Gemeinde Rastede im Landkreis Ammerland in Niedersachsen.

## Geographie
Das etwa 5,5 Kilometer nordöstlich von Rastede gelegene Dorf hat 259 Einwohner (Stand: 30. Juni 2023).

## Geschichte
Delfshausen war 1782 aus einer Moorkolonie des östlichen Teils des Rasteder Moores entstanden. Die ersten drei Kolonisten hatten sich wild, also ohne Genehmigung, am Langenwischdamm niedergelassen. Erst im Jahr 1800 wurde von der Großherzoglichen Kammer in Oldenburg ein Plan zur weiteren Besiedlung aufgestellt.
1921 wurde Delfshausen an das elektrische Stromnetz und 1955 auch an das Wassernetz angeschlossen. 1802 zählte man in Delfshausen vier Haushalte, 1984 sind es 96 Haushalte mit 334 Einwohnern.

## Söhne und Töchter der Gemeinde
- Wilhelm Wittje (1880–1946), Politiker, Landtagsabgeordneter (DDP, DStP, FDP)